# Pagi (langue)
Pour les articles homonymes, voir Pagi.
Le pagi est une langue papoue parlée en Papouasie-Nouvelle-Guinée, dans la province de Sepik occidental, au Nord des monts Bewani.

## Classification
Le pagi fait partie, avec le kilmeri et l'ainbai, du sous-groupe des langues pagi-kilmeri rattachées aux langues bewani, une des groupes des langues de la frontière qui sont une des familles de langues papoues.

## Sources
- (en) Robert Brown, 1981, A sociolinguistic survey of Pagi and Kilmeri, Workpapers in Papua New Guinea Languages 29, pp. 193-206, Ukarumpa, SIL International.